# گمینا کوواله اولتسکیه
گمینا کوواله اولتسکیه (به لهستانی:  Gmina Kowale Oleckie) یک گمینا در لهستان است که در شهرستان اولتسکو واقع شده‌است. گمینا کوواله اولتسکیه ۲۵۱٫۶۱ کیلومتر مربع مساحت و ۵٬۳۷۱ نفر جمعیت دارد.